# Collectif des étudiants libéraux de France
Ne doit pas être confondu avec Comité de liaison des étudiants de France.
Le Collectif des étudiants libéraux de France (CELF) était une organisation étudiante, proche de l'Union pour la démocratie française (UDF). Créée en 1978, elle fut une organisation représentative jusqu'au début des années 1990, où elle disparut. 

## Histoire

### Création
Association loi de 1901, le CELF a été créé à l'automne 1978 par Patrick Gérard, proche de Valéry Giscard d'Estaing (VGE). Il a bénéficié, lors de sa création, de l'appui d'Alice Saunier-Seïté, secrétaire d'État à l'enseignement supérieur sous VGE. Sa création est motivée par la volonté du gouvernement de lutter contre les enseignants socialistes et communistes dans les universités, soupçonnés de vouloir « noyauter l'enseignement supérieur » pour y faire du « prosélytisme ». Ainsi, intervenant au deuxième forum du CELF, à Orléans, en octobre 1980, Alice Saunier-Seïté demande aux jeunes libéraux qu'ils participent aux élections des conseils d'université pour que ceux-ci ne soient plus sous « la coupe du parti communiste ».
Le CELF est alors, au moment de sa création, en concurrence avec la très droitière Union nationale interuniversitaire (UNI), ainsi qu'avec le Comité de liaison des étudiants de France (CLEF), qui se réclame de l'apolitisme. En 1979, soit un an après sa création, le CELF revendique 5000 adhérents et se présente comme le « grand syndicat des étudiants ». La même année, lors des élections aux instances consultatives auprès du ministère de l’éducation nationale (CNESER et CNOUS), le CELF obtient un siège (contre trois sièges à l'UNI et trois sièges au CLEF).
La création du CELF précède celle de son homologue enseignant, le Mouvement des enseignants libéraux (MEL), en 1980,.

### Les années 1980
Lors du congrès de 1981, Jean-Léo Gros est élu président pour succéder à Patrick Gérard, qui se satisfaisait de sa collaboration avec l'ancien gouvernement de droite : « Le dialogue que nous avons mené avec le précédent gouvernement a été payant. Nous avons été les seuls à obtenir des résultats, sans toutefois avoir eu tout ce que nous souhaitions ». Au cours de la décennie 1980, lui succèdent François Raffray, Jean Robello, Michel Houdu et Erwan Le Doré.  
En 1983, le CELF participe aux élections CNESER et obtient un élu, avec 5,08 % des suffrages. En avril et mai 1983, il participe aux grèves et manifestations contre la Réforme Savary des universités de 1983 du ministre socialiste de l'Education Alain Savary ; la presse parle alors d'un « Mai 68 à l'envers ».
L'implication du CELF en faveur de la politique sociale à l'Université sera confirmée par la signature, le 26 mars 1991, par Erwan Le Doré, du Plan Social Étudiant négocié avec Lionel Jospin, aux côtés de l'UNI, de la FAGE et de l'UNEF-ID,.

### Disparition progressive
Le CELF s'est étiolé au cours de la décennie 1990 puis a complètement disparu avant la fin du siècle. Aux élections du CNESER de 1994, le CELF ne sera plus en mesure de présenter une liste et perdra son unique élu. 
Tout au long de son existence, le CELF n'aura jamais réussi à s'imposer comme la principale organisation étudiante de droite, concurrencée dans ce domaine par l'UNI, organisation classée plus à droite et regroupant plutôt des étudiants gaullistes.

## Résultats électoraux

### Résultats aux élections CNESER
Le CELF se présentera pour la première fois aux élections CNESER en 1983 et obtiendra un élu. Il conservera cet élu à chaque échéance électorale jusqu'en 1994, où il ne sera plus en mesure de présenter une liste.
| Année, | 1979 | 1983 | 1989 | 1991 | 1994 |
| ------ | ---- | ---- | ---- | ---- | ---- |
| %      | -    | 5,08 | 9,15 | 4,42 | -    |
| Élus   | -    | 1    | 1    | 1    | -    |

### Résultats aux élections CNOUS
Le CELF présentera une liste aux élections CNOUS dès 1979, soit un an après sa création et obtiendra un élu, qu'il conservera jusqu'en 1991. En 1994, le CELF ne sera plus en mesure de présenter une liste.
| Année | 1979 | 1983 | 1987  | 1989  | 1991 | 1994 |
| ----- | ---- | ---- | ----- | ----- | ---- | ---- |
| %     |      | 9,90 | 15,97 | 10,52 | 3,24 | -    |
| Élus  | 1    | 1    | 1     | 1     | 0    | -    |

## Positionnements
En 1981, le CELF critique la décision du nouveau gouvernement socialiste d'abroger la Loi Sauvage.
En 1986, le CELF soutient le projet de loi Devaquet. Alors que ce projet fait l'objet d'une vive contestation dans les milieux lycéens et étudiants, la défense de celui-ci constitue, pour le CELF, un enjeu idéologique majeur, en période de cohabitation. Le syndicat portera alors comme slogan « 68-86, remettons l’Université à l’endroit », et organisera des conférences de presse pour marquer son soutien au projet de loi et au gouvernement RPR-UDF.
En 1991, le CELF soutient le projet de loi Universités 2000.
Le CELF était soutenu par les Sociétés mutualistes étudiantes régionales (SMER) face à la Mutuelle nationale des étudiants de France (MNEF), laquelle soutenait l'Union nationale des étudiants de France – Indépendante et démocratique (UNEF-ID).

## Ne pas confondre
Le CELF ne doit pas être confondu avec le CLEF, Comité de liaison des étudiants de France, regroupement d'organisations corporatistes, officiellement apolitique, et influencé par le RPR. Les deux organisations existèrent simultanément, et furent même adversaires aux élections étudiantes de 1979.